# Ruimteoorlog

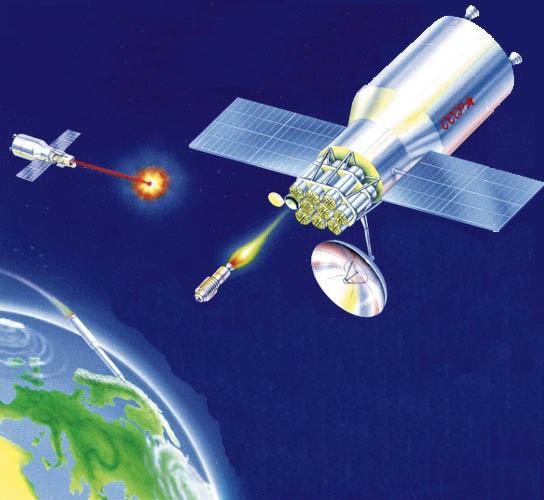
Een afbeelding van een hypothetisch ruimtewapen

Een ruimteoorlog is een oorlog in de ruimte. Al decennia is dit een concept waarover wordt gefantaseerd. Zo komt het thema aan de orde in sciencefictionseries als Star Trek en Star Wars.

## Geschiedenis

### 20e eeuw
In de jaren 1950 hadden Amerikaanse generaals al ambitieuze plannen voor ruimteoorlogvoering. Ze wilden nucleaire bommenwerpers in een baan om de aarde brengen, bemande ruimtejagers lanceren en zelfs een militaire maanbasis bouwen.
Het Ruimteverdrag, dat van kracht werd in 1967, verbiedt het stationeren van massavernietigingswapens in de ruimte, verbiedt militaire activiteiten op hemellichamen en bevat juridisch bindende regels voor de vreedzame exploratie en het vreedzame gebruik van de ruimte.
Op 23 maart 1983 kondigde de Amerikaanse president Ronald Reagan het plan aan voor een defensief ruimteschild, de Strategic Defense Initiative, als bescherming tegen een eventuele nucleaire aanval vanuit de Sovjet-Unie.

### 21e eeuw
Op 20 december 2019 werd onder het Kabinet-Trump de United States Space Force opgericht, met het oog op mogelijke oorlogsvoering in de ruimte. 
Vanuit Rusland zou een militaire tussenkomst in de ruimte de vorm kunnen aannemen van antisatellietwapens. Het Kremlin ontkende wel de ontwikkeling van een nucleair ruimtewapen. 
China voerde al in 2007 een antisatellietrakettest uit, waarbij een oude Chinese weersatelliet werd vernietigd. Het land ontwikkelde intussen een eigen antisatellietwapenprogramma.